# Tom Barrise
Tom Barrise, né le 3 février 1954, à Paterson, au New Jersey et mort le 18 mars 2022,, est un entraîneur américain de basket-ball.